# Filmografia actriței Vera Farmiga

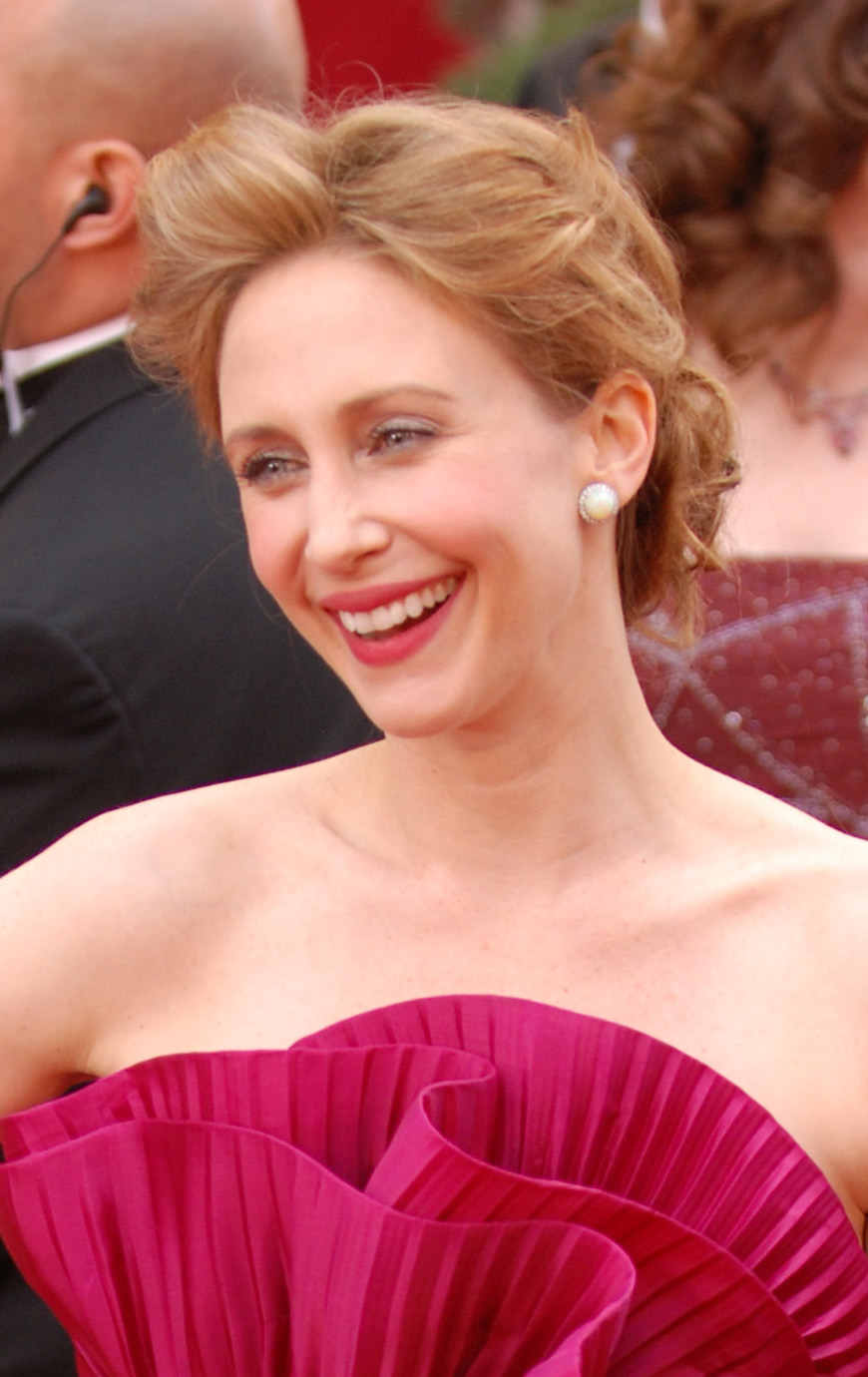
Vera Farmiga în 2010

Vera Farmiga (n. 6 august 1973) este o actriță și producătoare americană de film și teatru. Cariera sa a început pe Broadway ca dublură la teatru în piesa din 1996 a lui Ronald Harwood, Taking Sides.
Rolul ei în filmul Cârtița (The Departed) (2006), care a câștigat Premiul Oscar pentru cel mai bun film, i-a adus actriței recunoaștere internațională. În 2011, Vera_Farmiga a regizat primul ei film,  Higher Ground.
Aceasta este filmografia actriței Vera Farmiga:

## Film
| † | Filme care nu au fost încă lansate |

| An   | Titlu                            | Rol                 | Regizor(i)                                   | Note                           | Ref    |
| ---- | -------------------------------- | ------------------- | -------------------------------------------- | ------------------------------ | ------ |
| 1998 | Return to Paradise               | Kerrie              | Joseph Ruben                                 |                                | [ 4 ]  |
| 2000 | The Opportunists                 | Miriam Kelly        | Myles Connell                                |                                | [ 5 ]  |
| 2000 | Autumn in New York               | Lisa Tyler          | Joan Chen                                    |                                | [ 6 ]  |
| 2001 | 15 Minutes                       | Daphne Handlova     | John Herzfeld                                |                                | [ 7 ]  |
| 2001 | Dust                             | Amy                 | Milcho Manchevski                            |                                | [ 8 ]  |
| 2002 | Love in the Time of Money        | Greta               | Peter Mattei                                 |                                | [ 9 ]  |
| 2002 | Dummy                            | Lorena Fanchetti    | Greg Pritikin                                |                                | [ 10 ] |
| 2004 | Down to the Bone                 | Irene Morrison      | Debra Granik                                 |                                | [ 11 ] |
| 2004 | Mind the Gap                     | Allison Lee         | Eric Schaeffer                               |                                | [ 12 ] |
| 2004 | The Manchurian Candidate         | Jocelyne Jordan     | Jonathan Demme                               |                                | [ 13 ] |
| 2005 | Neverwas                         | Eleanna             | Joshua Michael Stern                         |                                | [ 14 ] |
| 2006 | Running Scared                   | Teresa Gazelle      | Wayne Kramer                                 |                                | [ 15 ] |
| 2006 | Breaking and Entering            | Oana                | Anthony Minghella                            |                                | [ 16 ] |
| 2006 | The Hard Easy                    | Dr. Charlie Brooks  | Ari Ryan                                     |                                | [ 17 ] |
| 2006 | The Departed                     | Dr. Madolyn Madden  | Martin Scorsese                              |                                | [ 18 ] |
| 2007 | Never Forever                    | Sophie Lee          | Gina Kim                                     |                                | [ 19 ] |
| 2007 | Joshua                           | Abby Cairn          | George Ratliff                               |                                | [ 20 ] |
| 2008 | Quid Pro Quo                     | Fiona Ankany        | Carlos Brooks                                |                                | [ 21 ] |
| 2008 | In Transit                       | Dr. Natalia         | Tom Roberts                                  |                                | [ 22 ] |
| 2008 | Nothing But the Truth            | Erica Van Doren     | Rod Lurie                                    |                                | [ 23 ] |
| 2008 | The Boy in the Striped Pyjamas   | Elsa Hoess          | Mark Herman                                  |                                | [ 24 ] |
| 2009 | Orphan                           | Kate Coleman        | Jaume Collet-Serra                           |                                | [ 25 ] |
| 2009 | A Heavenly Vintage               | Aurora de Valday    | Niki Caro                                    |                                | [ 26 ] |
| 2009 | Up in the Air                    | Alex Goran          | Jason Reitman                                |                                | [ 27 ] |
| 2010 | Henry's Crime                    | Julie Ivanova       | Malcolm Venville                             |                                | [ 28 ] |
| 2011 | Higher Ground                    | Corinne Walker      | Herself                                      | Debut regizoral                | [ 29 ] |
| 2011 | Source Code                      | Colleen Goodwin     | Duncan Jones                                 |                                | [ 30 ] |
| 2012 | Goats                            | Wendy Whitman       | Christopher Neil                             |                                | [ 31 ] |
| 2012 | Safe House                       | Catherine Linklater | Daniel Espinosa                              |                                | [ 32 ] |
| 2013 | At Middleton                     | Edith Martin        | Adam Rodgers                                 |                                | [ 33 ] |
| 2013 | The Conjuring                    | Lorraine Warren     | James Wan                                    |                                | [ 34 ] |
| 2013 | Closer to the Moon               | Alice Bercovich     | Nae Caranfil                                 |                                | [ 35 ] |
| 2014 | The Judge                        | Samantha Powell     | David Dobkin                                 |                                | [ 36 ] |
| 2016 | Special Correspondents           | Eleanor Finch       | Ricky Gervais                                |                                | [ 37 ] |
| 2016 | The Conjuring 2                  | Lorraine Warren     | James Wan                                    |                                | [ 38 ] |
| 2016 | Burn Your Maps                   | Alise Firth         | Jordan Roberts                               |                                | [ 39 ] |
| 2016 | The Escape                       | Dr. Nora Phillips   | Neill Blomkamp                               | Scurtmetraj                    | [ 40 ] |
| 2017 | Unspoken                         | —                   | Emma Zurcher-Long Geneva Peschka Julia Ngeow | Documentar Producător executiv | [ 41 ] |
| 2018 | The Commuter                     | Joanna              | Jaume Collet-Serra                           |                                | [ 42 ] |
| 2018 | Boundaries                       | Laura Jaconi        | Shana Feste                                  |                                | [ 43 ] |
| 2018 | The Front Runner                 | Oletha "Lee" Hart   | Jason Reitman                                |                                | [ 44 ] |
| 2018 | The Nun                          | Lorraine Warren     | Corin Hardy                                  | Imagini de arhivă              | [ 45 ] |
| 2018 | Skin                             | Shareen Krager      | Guy Nattiv                                   |                                | [ 46 ] |
| 2019 | Captive State †                  |                     | Rupert Wyatt                                 | Terminat                       | [ 47 ] |
| 2019 | Godzilla: King of the Monsters † | Dr. Emma Russell    | Michael Dougherty                            | În post-producție              | [ 48 ] |
| 2019 | Annabelle 3 †                    | Lorraine Warren     | Gary Dauberman                               | În post-producție              | [ 49 ] |

## Televiziune
| An        | Titlu                               | Rol                    | Note                                   | Ref    |
| --------- | ----------------------------------- | ---------------------- | -------------------------------------- | ------ |
| 1997      | Roar                                | Catlin                 | 13 episoade                            | [ 50 ] |
| 1997      | Rose Hill                           | Emily Elliot           | Film TV                                | [ 51 ] |
| 1998      | Law & Order                         | Lindsay Carson         | Episodul: "Expert"                     | [ 52 ] |
| 2001      | Snow White: The Fairest of Them All | Queen Josephine        | Film TV                                | [ 53 ] |
| 2001–2002 | UC: Undercover                      | Alex Cross             | 13 episoade                            | [ 54 ] |
| 2004      | Iron Jawed Angels                   | Ruza Wenclawska        | Film TV                                | [ 55 ] |
| 2004      | Touching Evil                       | Detective Susan Branca | 12 episoade                            | [ 56 ] |
| 2013–2017 | Bates Motel                         | Norma Louise Bates     | 50 episoade Also producer; 40 episoade | [ 57 ] |
| 2018      | Philip K. Dick's Electric Dreams    | The Candidate          | Episodul: "Kill All Others"            | [ 58 ] |
| 2019      | Central Park 5                      | Elizabeth Lederer      | Miniserie viitoare                     | [ 59 ] |

## Teatru
| An   | Titlu              | Rol              | Location                          | Notes   | Ref    |
| ---- | ------------------ | ---------------- | --------------------------------- | ------- | ------ |
| 1996 | The Tempest        | Princess Miranda | American Conservatory Theater     |         | [ 60 ] |
| 1996 | Good               | Anne Hartman     | The Barrow Group, Off-Broadway    |         | [ 61 ] |
| 1996 | Taking Sides       | Emmi Straube     | Brooks Atkinson Theatre, Broadway | Dublură | [ 62 ] |
| 1997 | Second-Hand Smoke  | Linda            | Primary Stages, Off-Broadway      |         | [ 63 ] |
| 2002 | Under the Blue Sky | Helen            | Williamstown Theatre Festival     |         | [ 64 ] |